# 머세이디스 맥내브
머세이디스 맥내브(Mercedes McNab, 1980년 3월 14일 ~ )는 캐나다의 배우이다.

## 출연 작품
- 써스트 (2010)
- 손도끼 2 (2010)
- XII (2008)
- 바이퍼스 (2008)
- 다크 릴 (2008)
- 손도끼 (2006)
- 아틀란티스 탈출 (1997)
- 뱀파이어 해결사 (1997)
- 아담스 패밀리 (1991)